# Merodio
Merodio es un lugar y una parroquia del concejo de Peñamellera Baja, en la comarca de Oriente, Principado de Asturias, España.

## Lugares
- Merodio

## Geografía
La parroquia ocupa el extremo suroriental del concejo. Comprende un único pueblo, Merodio.